# صیقلان (بخش مرکزی صومعه‌سرا)
صیقلان یک روستا در ایران است که در بخش مرکزی شهرستان صومعه‌سرا در استان گیلان واقع شده‌است.

## جمعیت
این روستا در دهستان کسما قرار دارد و براساس سرشماری مرکز آمار ایران در سال ۱۳۸۵، جمعیت آن ۲۲۸ نفر (۶۱ خانوار) بوده‌است.